# استروزوب
استروزوب (به صربی: Ostrozub) یک کوه در صربستان است که در Vlasotince واقع شده‌است. استروزوب ۱٬۵۴۶ متر بالاتر از سطح دریا واقع شده‌است.